# تلوگوب
تلوگوب (به لاتین: Tlogob) یک منطقهٔ مسکونی در روسیه است که در داغستان واقع شده‌است.